# Real American
Real American è una canzone composta da Rick Derringer, celebre nel mondo del wrestling per essere stata utilizzata da Hulk Hogan come sua theme song d'entrata sul ring in WWF/E. Si tratta di uno dei brani con i quali viene maggiormente associata l'immagine di Hogan.

## Il brano
La canzone era stata inizialmente scritta per essere la musica d'entrata del tag team U.S. Express composto dai lottatori Barry Windham e Mike Rotunda, e Vince McMahon confermò il fatto asserendo che il testo fortemente patriottico del brano fosse proprio stato ideato pensando a Windham e Rotunda. A tal proposito Rick Derringer, ex membro dei The McCoys, scrisse il brano su commissione dei vertici delle federazione spingendo sul versante del nazionalismo americano inserendo frasi come: «I am a real American. Fight for the rights of every man. I am a real American. Fight for what's right, fight for your life!» ("Sono un vero americano. Combatto per i diritti di ogni uomo. Sono un vero americano. Lotto per ciò che è giusto, lotto per la tua vita!"). Tuttavia, poco tempo dopo la registrazione della traccia, Windham & Rotunda lasciarono la WWF per trasferirsi nella National Wrestling Alliance, la principale federazione rivale. Real American venne quindi riciclata come theme music per Hulk Hogan, all'epoca, siamo nella metà degli anni ottanta, maggior stella emergente della federazione, e la canzone rimase a lui fortemente associata fino ai giorni nostri.

### Hulk Hogan

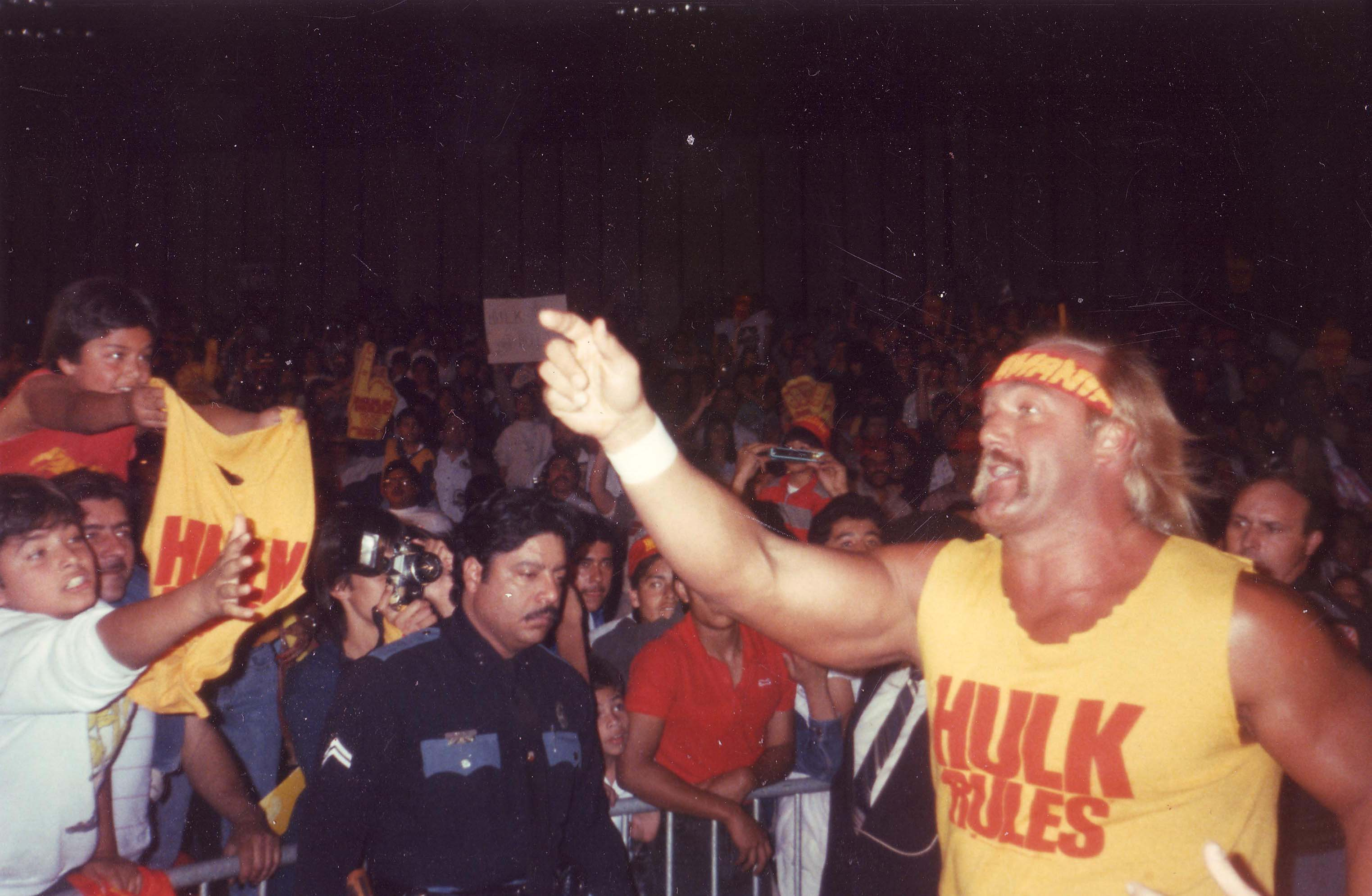
Hulk Hogan in WWF in piena "Hulkamania" negli anni ottanta.

Hogan, aveva avuto in precedenza altre musiche d'entrata come la celebre Eye of the Tiger dei Survivors, brano utilizzato grazie alla sua comparsata nel film Rocky III, ma senza riscuotere particolari consensi. Successivamente c'era stato anche un brano intitolato Hulk Hogan's Theme, fatto scrivere appositamente dalla WWF per il wrestler ed anch'esso inserito nel disco The Wrestling Album, che però si era rivelato un mezzo fiasco. Con l'arrivo della trascinante Real American come leitmotiv delle vittorie del campione, poté dirsi definitivamente iniziata l'era della cosiddetta "Hulkamania".
Quando Hogan lasciò la WWF per la WCW, dovette rinunciare alla canzone che era di proprietà della federazione di Stamford, e iniziò ad utilizzare un brano scritto per lui da Jimmy Hart intitolato American Made. A seguito del suo "passaggio fra i cattivi" nel 1996, e alla creazione dell'nWo, Hogan iniziò ad entrare sul ring accompagnato dalle note di Rockhouse, per poi passare definitivamente a Voodoo Child (Slight Return) di Jimi Hendrix.

### Video
Grazie al successo riscosso dalla canzone come theme song di Hulk Hogan in WWF, venne prodotto anche un videoclip che ritraeva diversi filmati di Hogan ripreso mentre si allenava in palestra, combatteva negli incontri, suonava la chitarra, oltraggiava la bandiera dell'Unione Sovietica, stritolava una foto di Gheddafi, appariva fra i volti dei Presidenti sul monte Rushmore, ecc... inframezzati da un montaggio di immagini di personaggi della storia americana come George Washington, Thomas Jefferson, Abraham Lincoln, Toro Seduto e Martin Luther King, e da un'inquadratura del "muro della memoria" dal monumento ai caduti della guerra in Vietnam. Presente infine una scena finale dove il wrestler arrivava a cavallo di una Harley Davidson e veniva letteralmente sommerso da una frotta di bambini suoi fan.

## Tracce singolo
7" vinile Epic – 34-05380
1. Real American - 2:55
2. Real American - 2:55

## Altri utilizzi e riferimenti in altri media
Altri lottatori che usarono la canzone inclusero Paul Orndorff (durante una faida con Hulk Hogan per infastidirlo), Pat Patterson e Jerry Brisco come tag team vecchia scuola durante l'Attitude Era, così come Curtis Axel nel 2015 quando affermò di essere stato Mr. America.
Al di fuori del wrestling, la canzone è stata utilizzata, tra gli altri, da vari politici statunitensi. Hillary Clinton la utilizzò nella sua campagna presidenziale durante le primarie del 2008 contro Barack Obama. Quando Obama presentò il suo certificato di nascita, si esibì anche lui nella canzone. Si dice che anche Donald Trump e Newt Gingrich abbiano usato la canzone più volte.
Nel 2015 un concorrente di America's Got Talent l'ha usata come musica motivante mentre fracassava 42 cocomeri con la testa.